# Годенко, Михаил Семёнович
Миха́ил Семёнович Годе́нко (1919, Екатеринослав — 1991, Ленинград) — советский российский артист балета, балетмейстер, хореограф. Народный артист СССР (1977). Герой Социалистического Труда (1984). Лауреат Государственной премии СССР (1985).

## Биография
Родился 1 мая 1919 года в Екатеринославе.
В 1920 году семья переехала в Москву. В 1939 году окончил Московское хореографическое училище (ныне Московская академия хореографии).
С 1939 по 1940 год — солист балета Куйбышевского театра музыкальной комедии (ныне Самарский театр оперы и балета).
В 1940 году был призван в ряды Красной Армии. Участник войны. Был в плену. Закончил войну в Берлине рядовым в ансамбле 2-го Украинского фронта.
В 1946 году был демобилизован и вернулся в Москву. Работал солистом балета Академического ансамбля песни и пляски Внутренних войск МВД Москвы, в джазовом ансамбле М. С. Местечкина. С 1947 по 1948 год отбывал срок в Норильлаге, солист балета Норильского музыкально-драматического театра, учил танцевать учащихся техникума.
После освобождения работал в Омской филармонии. В 1948—1955 годах — балетмейстер в военных ансамблях песни и пляски в Красноярске, Забайкальском военном округе (Чита, 1948—1951), Восточно-Сибирском военном округе (Иркутск, 1951—1953), Баку (1953—1954) и Беломорском военном округе (Архангельск, 1954—1955). Ставил танцы в тогда начинающем свою деятельность Ленинградском мюзик-холле.
В 1955—1963 годах — главный балетмейстер Государственного Северного русского хора в Архангельске. С балетной группой хора реализовал целый ряд высокохудожественных постановок: «Северные хороводы», «Свадьба», «Дружба народов Севера», «Северное народное игрище», «Утушки», «Свадебная кадриль». В 1957—1963 годах одновременно был постановщиком танцев Ансамбля песни и пляски Архангельского гарнизонного Дома офицеров.
С 1963 года — художественный руководитель и главный балетмейстер Красноярского государственного ансамбля танца Сибири (ныне — Красноярский государственный академический ансамбль танца Сибири имени М. С. Годенко). Концертные программы коллектива: «Сибирь моя», «У колодца», «Казачий пляс», «На птичьем дворе», «Вечерний звон» и другие.
Гастролировал с ансамблем в более чем семидесяти странах мира: Монголии, Корее, Вьетнаме, Японии, Германии, США, Испании, Канаде, Франции, Италии, Швеции, Австралии, странах Латинской Америки, Китае и многих других.
Когда ансамбль впервые приехал в Америку, газета «Нью-Йорк таймс» писала: «Ансамбль танца Годенко начинает выступление в таком темпе, которым ансамбль Моисеева его заканчивает».
Ставил программу для Московского государственного ансамбля «Балет на льду» «Семь цветов радуги» (1974), был главным балетмейстером праздничного открытия и закрытия Олимпийских игр 1980 года в Москве.
За более чем полвека активной творческой деятельности в области хореографии создал целую галерею сценических образов, вошедших в золотой фонд танцевального искусства. Его творчество отличали щедрая фантазия, профессионализм и высочайшее мастерство. Впервые соединил эстетику сибирского народного танца с эстетикой мюзик-холла.
Скончался 14 марта 1991 года в Ленинграде (ныне — Санкт-Петербург). Похоронен на Бадалыкском кладбище Красноярска.

## Награды и звания
- Герой Социалистического Труда (26.09.1984)
- Заслуженный деятель искусств РСФСР (23.02.1960)[2]
- Заслуженный артист Тувинской АССР (1965)
- Народный артист РСФСР (24.02.1970)[3]
- Народный артист СССР (21.04.1977)
- Заслуженный деятель искусств Грузинской ССР (1983)[4]
- Государственная премия СССР (1985)
- Орден Ленина (1984)
- Орден Трудового Красного Знамени (1980)[5]
- Орден Отечественной войны 1-й степени (1985)
- Медаль «За боевые заслуги»
- Медаль «За победу над Германией в Великой Отечественной войне 1941—1945 гг.»
- Медаль «За взятие Будапешта»
- Медаль «За взятие Вены»[2]
- Почётный гражданин Красноярска (1999) (посмертно)

## Память
- С 1993 года имя хореографа и балетмейстера носит Красноярский государственный академический ансамбль танца Сибири.
- В 1999 году на фасаде дома на проспекте Мира в Красноярске, где жил хореограф, установлена мемориальная доска.
- Имя М. Годенко носят теплоход (с 2009) и одна из улиц в Октябрьском районе Красноярска (с 2008).
- В 2014 году жители Красноярского края проголосовали за установку памятника М. Годенко[6]. Памятник установлен в 2017 году в сквере на Комсомольской площади.